# Лишение удовольствия
Лишение удовольствия (англ. Grounding) — это распространенная дисциплинарная техника (воспитательный прием – один из видов наказания), которая используется с детьми и подростками, при которой запрещается покидать место проживания или спальню, за исключением обязательных действий, которые могут включать, но не ограничиваются школой, питанием, работой, психическим здоровьем или посещения религиозного учреждения. В течение этого периода любое положительное подкрепление отменяется, исключаются привилегии.
Лишение удовольствия используется в качестве альтернативы физическому наказанию (шлепкам, порке) для управления поведением детей в домашних условиях. Согласно обзору 2000 года о результатах для детей, «лишение удовольствия было воспроизведено как более эффективная дисциплинарная альтернатива, чем порка подростков». Лишение удовольствия может иметь неприятные последствия, если тип и продолжительность ограничений слишком суровы по отношению к поведению, которое должно быть исправлено, или если ограничения слишком сложно применять для родителей.

## Происхождение термина
Этот термин первоначально использовался в авиации: когда пилоту запрещается управлять самолетом из-за проступка, болезни, технических проблем с самолётом или по другим причинам, пилот «заземляется» (grounded).